# Agromyza rufipes
Agromyza rufipes är en tvåvingeart som beskrevs av Johann Wilhelm Meigen 1830. Agromyza rufipes ingår i släktet Agromyza och familjen minerarflugor. Arten har ej påträffats i Sverige. Inga underarter finns listade i Catalogue of Life.